# Zorzines lanceolata
Zorzines lanceolata là một loài bướm đêm trong họ Noctuidae.